# Szentszalvátory család
A Szentszalvátory család régi kihalt magyar nemesi család.
A Szentszalvátoryak a Bor–Kalán nemzetségből származtak, s nevüket a Valkó vármegyei Szentszalvátor városról vették. Birtokaik főleg a Dráva és a Száva közötti területeken feküdtek. A család rokonságban állt a Garaiakkal.
1369-ben a boszniai káptalan előtt Szentszalvátory Simon fia, Dénes eltiltotta a Valkó vármegyei Újlak birtok jogtalan használatától Batthyány Miklós fiát, Batthyány Istvánt. Az elhúzódó jogvitába 1374-ben I. Lajos király is kénytelen volt beleavatkozni.
1382-től 1413-ig tartott a Szentszalvátory család Baranyai vármegyében fekvő birtokainak (Szebény, Émen és Tótfalu) visszaszerzése érdekében Zámbó Miklós ellen indított pere. A család megnyerte a pert, azonban a 15. században magva szakadt.